# Пебібіт
Пебібіт — кратне число біт, одиниця вимірювання двійкової інформації при передачі цифрових даних або збереженні, що має множник із стандартним префіксом пебі (символ Пі), двійковий префікс, що означає помноження на 250. Одиниця вимірювання пебібіт позначається як Пібіт.
1 пебібіт = 250 біт = 1125899906842624біт = 1024 тебібіт
Пебібіт тісно пов'язаний із поняттям петабіт, відповідною одиницею з метричним префіксом пета, що дорівнює 1015 біт.